# SuperNews!
SuperNews! è una serie televisiva animata statunitense del 2005, creata e sceneggiata da Josh Faure-Brac.
La serie è basata principalmente sulla satira della cultura popolare e sull'umorismo politico. Le interpretazioni animate dei personaggi apparsi maggiormente durante la serie includono i politici Barack Obama, Joe Biden, Hillary Clinton, John McCain e varie icone della cultura pop e celebrità come Lindsay Lohan, Perez Hilton e Britney Spears.
La serie è stata trasmessa per la prima volta negli Stati Uniti su Current TV dal 19 agosto 2005 al 28 gennaio 2010, per un totale di 67 episodi ripartiti su due stagioni. In Italia la serie è stata trasmessa su Current TV da maggio 2008.